# 斯里蘭卡無鬚魮
斯里蘭卡無鬚魮（学名：Puntius srilankensis）是輻鰭魚綱鯉形目鯉科的一個種，分布於亞洲斯里蘭卡，為特有種，體長可達10公分，棲息在礫石底質且水流快速的溪流。